# フォンニャ＝ケバン国立公園
座標: 北緯17度32分 東経106度9分 / 北緯17.533度 東経106.150度
フォンニャ＝ケバン国立公園（フォンニャ＝ケバンこくりつこうえん、ベトナム語：Vườn quốc gia Phong Nha-Kẻ Bàng / 園國家峰牙－己榜）は、ベトナムのクアンビン省のボーチャック県およびミンホア県にある国立公園である。2003年7月3日、ユネスコによってベトナムで5番目となる世界遺産に登録された。4億年以上前にできたとされるアジア最古のカルスト地帯を擁する。

## 概要
フォンニャ=ケバン国立公園は、約86,000haの面積をもつ。公園の94%はアンナン山脈の森林（うち84%が原生林）で、専門家によると568種の植物、876種の動物（哺乳類154種、爬虫類117種、両生類58種、魚類170種、鳥類314種）が生息しているという。植物には世界とベトナムのレッドブックに入っているものも多く、生息する生物は4種の固有種の絶滅危惧種の霊長類のハティンラングール、インドシナクロラングール、アカアシドゥクラングール、キタホオジロテナガザル、大型哺乳類のオオツノホエジカ、ウンピョウ、サオラ、トラ、ツキノワグマ、アジアゾウ、ドール、ガウルおよび洞窟性のサソリ、魚類、トカゲ、ヘビ、カメなどが挙げられる。
大小約300の洞窟と地下河川がある。これらはまだ詳しく調査されていないが、フォンニャ洞、ティエンソン洞、ヴォム洞など一部が開発されている。洞窟はそれぞれ多様で、鍾乳洞は非常に美しく幻想的だ。英国の王立地理学会の報告によると、フォンニャ洞の長さは7,729m、その美しさ、大きさ、広さなどから最高の評価を与えられている。
フォンニャ洞はベトナム最大の洞窟で、2億5千年前に形成された。フォンニャとは「歯の洞窟」という意味である。多くの観光客が訪れる。
ドンホイからは国道1A号線を北に5km程進み、ソンチャック村に続くチューンソン通りを左方向へ、その後船でソン川を30分程進むと到着する。
9 - 10世紀にチャム族が仏教の聖域として利用し、1990年に英国の探検隊が地下及び水中の地図を作成し、総延長を計測した。ベトナム戦争中は、武器庫または病院として利用され、アメリカ軍の爆撃の標的となった。

## 登録基準
当初、基準 (8) のみが適用されたが、2015年の拡大登録で、適用基準の追加が行われ、この世界遺産は世界遺産登録基準のうち、以下の条件を満たし、登録された（以下の基準は世界遺産センター公表の登録基準からの翻訳、引用である）。
- (8) 地球の歴史上の主要な段階を示す顕著な見本であるもの。これには生物の記録、地形の発達における重要な地学的進行過程、重要な地形的特性、自然地理的特性などが含まれる。
- (9) 陸上、淡水、沿岸および海洋生態系と動植物群集の進化と発達において進行しつつある重要な生態学的、生物学的プロセスを示す顕著な見本であるもの。
- (10) 生物多様性の本来的保全にとって、もっとも重要かつ意義深い自然生息地を含んでいるもの。これには科学上または保全上の観点から、すぐれて普遍的価値を持つ絶滅の恐れのある種の生息地などが含まれる。